# 高嶺のなでしこのアイドル授業中!
『高嶺のなでしこのアイドル授業中!』（たかねのなでしこのアイドルじゅぎょうちゅう）は、2024年4月6日から9月28日まで放送されていた、ミュージックバードが制作する日本のラジオ番組である。
各地のコミュニティ放送局やJCBAインターネットサイマルラジオで聴取できた。
放送時間は毎週土曜12:30 - 12:55。

## 出演者
高嶺のなでしこから2名が週替わりで出演する。

## 放送内容
2024年2月にメジャーデビューをした産まれたてのアイドル、高嶺のなでしこがアイドル界の高嶺と呼ばれる存在になるべく、毎週トークスキルを身に付けて行こうという番組。(毎回番組冒頭で読み上げられる紹介文)
近況報告から他では聴けないプライベートな推し活話まで、メンバーの素顔を掘り下げる内容となっている。

## コーナー
ドキドキ即興トーク (第1回～最終回)
ライブのMCや音楽番組でのトーク力は重要ということで毎回その場で出されるトークテーマにチャレンジしてみようというコーナー。各回のトークテーマは#放送リストを参照。
自己紹介 (第1回～第5回)
フリートーク (第6回～最終回)
推し活道場 (第1回～第10回)
普段推してもらう存在の高嶺のなでしこのメンバーが今推しているもの・こと・人を紹介していくコーナー。
アイドル修行中 (第11回～第25回)
アイドルの高嶺と呼ばれるためには鍛錬が必要、いろんなことにチャレンジしてみようというコーナー。各回のテーマは#放送リストを参照。
たかねこホームルーム (第1回～最終回)
エンディング

## 放送リスト
| 回数 | 日付          | 出演者                                 | ドキドキ即興トーク トークテーマ                                           | アイドル修行中 テーマ        | 備考                                                                                            |
| ---- | ------------- | -------------------------------------- | ------------------------------------------------------------------------- | ---------------------------- | ----------------------------------------------------------------------------------------------- |
| 1    | 2024年4月6日  | 東山恵里沙、籾山ひめり                 | こんなアイドルになりたい                                                  | -                            |                                                                                                 |
| 2    | 2024年4月13日 | 城月菜央、日向端ひな                   | 明日から無人島ロケ、何か1つだけ持って行くなら?                            | -                            |                                                                                                 |
| 3    | 2024年4月20日 | 涼海すう、葉月紗蘭                     | 相手をひたすら褒めてください                                              | -                            | この回のSpotifyでは、おまけ音声として「推し活道場」の本放送ではカットされた部分も公開されている |
| 4    | 2024年4月27日 | 星谷美来、春野莉々                     | インドア派? アウトドア派?                                                 | -                            |                                                                                                 |
| 5    | 2024年5月4日  | 橋本桃呼、松本ももな                   | 地元の自慢できること                                                      | -                            |                                                                                                 |
| 6    | 2024年5月11日 | 東山恵里沙、日向端ひな                 | 私のモーニングルーティーン                                                | -                            |                                                                                                 |
| 7    | 2024年5月18日 | 城月菜央、春野莉々                     | 海外で行ってみたい場所                                                    | -                            |                                                                                                 |
| 8    | 2024年5月25日 | 涼海すう、星谷美来                     | この際だからマネージャーさんに色々言ってみよう                            | -                            |                                                                                                 |
| 9    | 2024年6月1日  | 葉月紗蘭、籾山ひめり                   | 暑い日と寒い日どっちなら耐えられる?                                       | -                            |                                                                                                 |
| 10   | 2024年6月8日  | 東山恵里沙、松本ももな                 | TikTokとInstagram一生どちらかしか見れなくなったらどっちを選ぶ?            | -                            |                                                                                                 |
| 11   | 2024年6月15日 | 春野莉々、日向端ひな                   | 「ダイエットは明日から」のような、自分に甘くなってしまう瞬間はありますか? | 早口言葉                     |                                                                                                 |
| 12   | 2024年6月22日 | 葉月紗蘭、松本ももな                   | ご飯派ですか、パン派ですか?                                               | カタカナ禁止クイズ           |                                                                                                 |
| 13   | 2024年6月29日 | 日向端ひな、籾山ひめり                 | 一番欲しい魔法は何ですか?                                                 | カタカナ禁止クイズ           |                                                                                                 |
| 14   | 2024年7月6日  | 星谷美来、橋本桃呼                     | 10年後どんなアイドルになっていたい?                                       | リベート対決 究極の選択      |                                                                                                 |
| 15   | 2024年7月13日 | 城月菜央、涼海すう                     |                                                                           |                              |                                                                                                 |
| 16   | 2024年7月20日 | 葉月紗蘭、春野莉々                     | 夏だ！ 旅行に行くなら海派? 山派?                                          | 〇〇禁止トーク               |                                                                                                 |
| 17   | 2024年7月27日 | 葉月紗蘭、星谷美来                     | ランプの魔人が現れた！願いを1つかなえてくれるらしい。何をお願いする?      | 空想食レポ                   |                                                                                                 |
| 18   | 2024年8月3日  | 涼海すう、籾山ひめり                   | もう8月だけど今年の目標は?                                                | 古今東西ゲーム               |                                                                                                 |
| 19   | 2024年8月10日 | 橋本桃呼、東山恵里沙                   | 休みの日は、一人で過ごす派? 誰かと過ごす派?                               | モッツァレラチーズゲーム     |                                                                                                 |
| 20   | 2024年8月17日 | 松本ももな、籾山ひめり                 | 一週間一つのものしか食べられないとしたら、何食べる?                       | 小さな自慢対決               |                                                                                                 |
| 21   | 2024年8月24日 | 涼海すう、橋本桃呼、ゲスト：ときのそら | 会うと必ず緊張してしまう人はいる?                                         | -                            | 「アイドル修行中」の時間は、ゲストコーナーであった                                              |
| 22   | 2024年8月31日 | 日向端ひな、星谷美来                   | 人には言ったことのない癖はある?                                           | なりきり対談！たかねこの部屋 | 9月で番組をお休み(終了)することを発表                                                           |
| 23   | 2024年9月7日  | 城月菜央、春野莉々                     | そろそろ秋! あなたにとっては食欲の秋? それとも他の秋?                     | オノマトペゲーム             |                                                                                                 |
| 24   | 2024年9月14日 | 城月菜央、星谷美来                     | 誰かと、さよならしたことある?                                             | 音階当てクイズ               | 9月22日(豊洲)のセカンドシングルリリースイベントで、当番組の最初で最後の公開収録があることを発表 |
| 25   | 2024年9月21日 | 春野莉々、日向端ひな                   | あなたにとってアイドルとは?                                               | カタカナ禁止クイズFinal      |                                                                                                 |
| 26   | 2024年9月28日 | 橋本桃呼、東山恵里沙、日向端ひな       | リスナーさんの前でおしゃべりしましょう                                    | -                            | 9月22日(豊洲)のセカンドシングルリリースイベントでの公開収録                                     |

## アーカイブ配信
- 2024年5月2日からSpotifyで、4月・5月放送分のアーカイブが配信されるようになった。[26]

- 2024年9月27日からAuDeeで、6月以降放送分のアーカイブが順次配信されるようになった。[27]

- ただし、どちらも本放送で流れている音楽は、権利の都合上カットされている。

## その他
- 高嶺のなでしことしては、FM NACK5で2023年5月5日から12月29日まで放送していた高嶺のなでしこの夜遅くにごめん!に続く、2つ目のラジオレギュラー番組である。

- X（旧Twitter）のハッシュタグは、「#たかねこ授業中」。

- 高嶺のなでしこの3つ目のラジオレギュラー番組として、2024年10月5日からFM大阪で高嶺のなでしこのらじおっちゅーの!が始まった。[28]